# سد جوزفو دول
سد جوزفو دول (به لاتین: Josefův Důl dam) یک منطقهٔ مسکونی در جمهوری چک است که در یوسفوف دول (ناحیه یابلونتس ناد نیسوو) واقع شده‌است.